# Sipos F. Tamás
Sipos F. Tamás (Budapest, 1964. február 23. –) magyar énekes.

## Élete
5 éves koráig Párizsban élt, majd 1976-ban családjával Rómába ment, ahol apja katonai attaséként dolgozott. Itt ismerkedett meg a rockzenével. Hazatérte után a Teleki Blanka Közgazdasági Szakközépiskolában érettségizett, közben négy középiskolás osztálytársával megalakították a The Brokies zenekart. Eleinte a Malévnál dolgozott jegykezelőként, majd fogtechnikusnak állt, közben több zenekarban is kipróbálta magát, előbb gitárosként, majd énekesként.
1986-ban az Aorta Fesztiválon csatlakozott az Exotic zenekarhoz, amellyel meg is nyerték a döntőt, így állandó tagja és frontembere lett az együttesnek. A nyereményük egy kislemezszerződés volt, melyet a Magyar Rádió 22-es stúdiójában rögzítettek, Hiába provokál címmel. A Bikini együttes gitárosa, Németh Alajos segítségével leszerződtek a Hungaroton kiadóhoz, ahol az elkövetkező években négy nagylemezt is rögzítettek. A 2. lemezen (Exotic II.) szerepelt az együttes legnagyobb slágere, a Trabant.
Az Exotic 1993-ban feloszlott, Sipos F. Tamás pedig szólókarrierbe kezdett, hat nagylemezt jelentetett meg, rajtuk olyan népszerű dalokkal, mint a Buli van vagy a Nincs baj baby, melyeket a rádióállomások is sokszor játszottak. 2004-ben egy koncert erejéig újra összeállt az Exotic.
Cipő halála után a Republic zenekar énekese lett, de onnan alig egy évvel később a rajongók nyomására elküldték. Ezután újra szólóénekesként tevékenykedett. 2017-ben ismét összeállt az Exotic, egy évig eredeti felállásban zenéltek, és kiadták az Isten hozott! című albumot, ám 2018 novemberének végén lecserélték Sipos F. Tamást, helyére Márton „Kor” Csaba érkezett énekesnek.

## Díjai
- Arany Ottó-díj (1994)

## Lemezei

### Nagylemezek
Az Exoticcal:
- Holdfénytánc (1988)
- Exotic II. (1989)
- Vadnyugat (1990)
- The Song of the Freedom (1991)
- Best of Exotic (1992)
- Nulladik Lemez - Isten hozott! (2017)

Szólólemezek:
- Buli van (1993)
- Nincs baj baby (1994)
- Táncolj playboy (1995)
- Jó ez a hely (1996)
- Boogie-Woogie (1997)
- Mindig Gondolj Rám (2000)